# Albert de Spot
 (octobre 2014).
Si vous disposez d'ouvrages ou d'articles de référence ou si vous connaissez des sites web de qualité traitant du thème abordé ici, merci de compléter l'article en donnant les références utiles à sa vérifiabilité et en les liant à la section « Notes et références ».
Pour les articles homonymes, voir Spot.
Albert Marie Joseph Camille de Spot, né le 3 août 1888 à Furnes et y décédé le 29 novembre 1968, est un homme politique belge du parti catholique.

## Biographie

### Famille, jeunesse et formation
De Spot était le septième des huit enfants de Raphaël de Spot bourgmestre de Furnes et sénateur, et de Marie-Emilie Dautricourt. Il fut anobli à la suite de son père (1892), fut promu docteur en droit.

### Carrière professionnelle
Il fut avocat et avoué à Furnes. Il fut élu comme premier bâtonnier du barreau de Furnes mais mourut quinze jours plus tard. 
Il fut volontaire de guerre en 1914-1918.

### Parcours politique
Il fut élu conseiller communal de Furnes (1922-29) et sénateur de l'arrondissement de Furnes-Dixmude-Ostende (1929-1939).